# アリスター・マクレー
アリスター・マクレー（Alister McRae、1970年12月20日 - ）は、イギリス（スコットランド）ラナーク出身のラリードライバー。2011年のアジアパシフィックラリー選手権（APRC）チャンピオン。
兄は、1995年の世界ラリー選手権 (WRC) ドライバーズチャンピオンコリン・マクレーであり、父は、ジミー・マクレーである。

## 経歴
1988年からラリー参戦を開始。世界ラリー選手権(WRC)初参戦は1991年のRACラリー。1993年には兄コリンが所属しているスバル・ワールドラリーチームに加わり同僚リチャード・バーンズとイギリス国内選手権を争うも自身はランキング5位となる。その後は日産から参戦し1995年でついにイギリス国内選手権のチャンピオンに輝く。さらにこの年のWRC最終戦RACラリーでフォード・エスコートをドライブしスバル勢に続く4位入賞を果たし注目を集めた。
1996年にはフォルクスワーゲンからWRCの2リッタークラスに参戦し1998年の最終戦ラリーGBでは兄コリンのチームメイトとしてスバルから出場。コリンにも劣らない速さを見せ最終日を前に総合2位につけ自身初の表彰台が期待されたが、最終日のSS22でコースオフを喫しリタイアに終わった。
その後はヒュンダイへ移籍し2000年からアクセントWRCをドライブしチームと共にWRCに本格参戦。初年度はノーポイントに終わるものの第8戦ニュージーランドのSS18でチーム初となるトップタイムをマークするなど随所で速さを見せた。2001年には初のフル参戦を果たし、最終戦ウェールズ・ラリーGBで2度目の4位入賞を果たした。
2002年からは三菱へ移籍。第2戦スウェーデンでは兄コリン・マクレーとの兄弟対決を0.3秒差で制し5位に入賞するが、その後は低迷し第11戦サンレモ前のマウンテンバイクでのトレーニングで負傷しそのままサンレモ・ラリーを第1レグを終えた時点で棄権し、残り3戦の欠場を余儀なくされた。しかし三菱は2003年のWRC活動休止を発表。チームメイトのフランソワ・デルクールは自由契約となったが、アリスターは引き続きチームに残留することとなった。2003年三菱は翌年を見据えたテスト参戦として3戦に出場。そのうちアリスターは第4戦ニュージーランドに出場し復帰する。初日は出遅れるもその後は上位陣の脱落にも助けられ6位に入賞した。しかしチームは翌年のエースドライバーとしてジル・パニッツィと契約しアリスターはチームを放出される形となった。
2004年はPWRC(プロダクションカー・世界ラリー選手権)に参戦。出場した6戦中4戦で表彰台に立つ安定感を見せタイトル争いに絡んだが、最終戦オーストラリアではリタイアに終わりランキング5位となる。
その後は1度WRCを離れるが2009年に翌年からAPRCにフル参戦を予定しているプロトンと契約する。この年のインターコンチネンタル・ラリー・チャレンジ(IRC)最終戦として初開催の母国スコットランドからシュコダへ移籍したガイ・ウィルクスに代わって出場。この年プロトンはウィルクスのドライブによって第5戦イプルーから参戦していたもののなかなか表彰台に立てずにいたが、この最終戦スコットランドではプロトン・サトリアネオ初ドライブにもかかわらず2位表彰台を獲得し注目を集めた。
2010年はプロトンからAPRCに参戦。この年のAPRCの参戦チームの中では初のS2000マシンでの参戦だったため注目を集めるが序盤はチームメイトクリス・アトキンソン共々トラブルなどに足を引っ張られ苦戦を強いられる。アリスターは第3戦ワンガレイで2位表彰台に立ち、最終戦中国ではチームメイトクリス・アトキンソン共にチーム初の1-2フィニッシュを達成した。一方IRCでは第6戦イプルーと最終戦スコットランドに出場したが両方ともリタイアに終わった。
2011年も引き続きプロトンから参戦。この年はトラブル続きだった前年とは違いマシンが熟成されたこともあり圧倒的な強さを発揮した。アリスターはシーズンを通じて安定した成績をマークし、優勝は最終戦の中国のみだったが初のAPRCチャンピオンに輝いた。IRCには母国戦スコットランドのみに出場。しかし2年連続リタイアに終わった。
2012年はアトキンソンに代わりパー・ガンナー・アンダーソンがチームメイトとなる。この年ライバルチームであるMRFがシュコダ・ファビアにマシンをスイッチしS2000同士のタイトル争いに注目が集まった。アリスターは2勝を挙げるも、前年までのチームメイトクリス・アトキンソンがMRFのシュコダ・ファビアで圧倒的強さでタイトルを獲得したのとは対照的に序盤でのトラブルやリタイアに泣かされ連覇を果たせずランキング2位となる。一方APRCとは別にWRCのサポート選手権SWRC(スーパー2000・世界ラリー選手権)にもプロトンは参戦。アリスターはタイトルを狙うアンダーソンのサポート役としてスウェーデン、ニュージーランドに参戦した。しかしスウェーデンは7位、ニュージーランドはリタイアとなり久々のWRCラウンドで結果を残せなかった。
2017年は、世界ラリークロス選手権に参戦し、フォルクスワーゲン・ポロで第10戦フランスのみ出場した。